# Walter Volgmann
Walter Volgmann (né le 16 avril 1893 à Jarmen et mort le 1er mai 1945 à Rostock) est un homme politique allemand (NSDAP) et maire de Rostock.

## Biographie
Le père de Walter Volgmann, Hermann Johann Daniel Volgmann, est jardinier. Après l'école primaire et un apprentissage, Walter Volgmann occupe divers postes. Pendant la Première Guerre mondiale, il effectue son service militaire de 1916 à 1918. Après la guerre, il travaille dans les administrations publiques avant de devenir comptable indépendant. Il rejoint le NSDAP. En 1930, Volgmann devient membre du conseil municipal de Rostock et, en 1932, il est conseiller municipal non rémunéré. Après la prise du pouvoir par les nazis en 1933, il est nommé maire et en 1935, il devient lord-maire de la ville. À partir de 1932, Walter Volgmann est membre du parlement de l'État de Mecklembourg-Schwerin pour le NSDAP.
Vers la fin de la Seconde Guerre mondiale, Volgmann tente de fuir Rostock, mais il échoue. Le 1er mai 1945, il se suicide avec sa famille dans les jardins de Barnstorf (de).